# 林培由
林培由（？—？），山东文登人，是一名清朝政治人物。举人出身。
林培由曾于1777年接替施恩祖任华亭县知县一职，1784年由汪感岳接任。